# Maria Eugênia Boaventura
Maria Eugênia Boaventura (Maria Eugenia da Gama Alves Boaventura Dias) é ensaísta e professora titular de literatura brasileira do Departamento de Teoria Literária da Unicamp. Orientadora de inúmeras pesquisas de iniciação científica, mestrado e doutorado, além de supervisão de projeto de pós-doutorado. Suas pesquisas, bem como as de seus orientandos, são assiduamente contempladas com financiamento de agências de fomento nacional, como CNPq, Capes, e Fapesp.
Sua especialidade é a literatura brasileira como um todo, embora seja referência nos estudos sobre o modernismo e  a literatura contemporânea. É pesquisadora relevante também sobre fontes primárias e arquivos pessoais.

## Formação acadêmica
- Graduação em Letras. Universidade Federal da Bahia, UFBA, Brasil. (1965 - 1969)
- Licenciatura em Letras. Universidade Federal da Bahia, UFBA, Brasil. (1970)
- Mestrado em Letras - Universidade de São Paulo, USP, Brasil. (1972 - 1975)
- Doutorado em Letras (Letras Clássicas)- Universidade de São Paulo, USP, Brasil. (1977 - 1980)

“
São Paulo / Paris: duas paixões
A vida cosmopolita das grandes cidades fascinava o escritor. No tempo em que São Paulo perdia para o Rio em animação literária, Oswald arrumava sempre um bom pretexto para pegar o trem ou embarcar no luxuoso Frizia e encontrar-se com os inúmeros amigos cariocas. A primeira vez que conheceu o Rio de Janeiro (1910), sua mão ainda estava viva, ficou no palacete da rua São Clemente n. 271, residência de seu tio, o escritor Inglês de Sousa. Presenciou a revolta dos marinheiros comandadas por João Cândido. Hospedava-se no Hotel Avenida, quarto n. 12 ou n. 31 e no Bristol Hotel, invariavelmente até os anos 20s. Seu amigo o jornalista Renato Lopes, mais tarde diretor de O Jornal, e marido de sua prima Guiomar Inglês de Sousa, abria-lhe os olhos para as facilidades que a vida no Rio poderia oferecer para quem quisesse seguir a carreira literária: Tu precisas abandonar São Paulo. O Rio como diz o Paulo muito bem, já tem suas vantagens de grande capital. Mas foi outra a imagem que Oswald passou do Rio para seus leitores no poema Capital da República (...)”

— O Salão e a Selva - 1988-1990

## Livros publicados
- "O Salão e a Selva" - Uma biografia ilustrada de Oswald de Andrade [1] - Prêmio Jabuti 1996
- "A Vanguarda Antropofágica" - O cômico e a paródia na Revista de Antropofagia ISBN 85 08 00637 3 [2]
- "Movimento Brasileiro" - Um estudo do Modernismo carioca [3]
- "22 por 22" - Artigos sobre a Semana de Arte Moderna, escritos e publicados exclusivamente no ano de 22. São Paulo, EDUSP, 2000[4][5]
- "Artesanatos de Poesia: Fontes e Correntes de Poesia Ocidental por Mário Faustino" - Companhia das Letras [6][7]
- "O furacão Mário Faustino" [8]
- "Dicionário de Bolso (Oswald de Andrade)" - Organização, introdução e notas[9]

## Prêmios
- Prêmio Jabuti - Categoria Literária - menção Honrosa, CBL (2005)
- Prêmio Jabuti - Categoria crítica literária - menção honrosa, CBL (2004)
- Prêmio Jabuti - Categoria Ensaio do Livro O salão e a Selva, Câmara Brasileira do Livro (1996)